# Eriogonum hirtiflorum
Eriogonum hirtiflorum är en slideväxtart som beskrevs av Asa Gray och S. Wats.. Eriogonum hirtiflorum ingår i släktet Eriogonum och familjen slideväxter. Inga underarter finns listade i Catalogue of Life.